# Diocèse de Da Lat

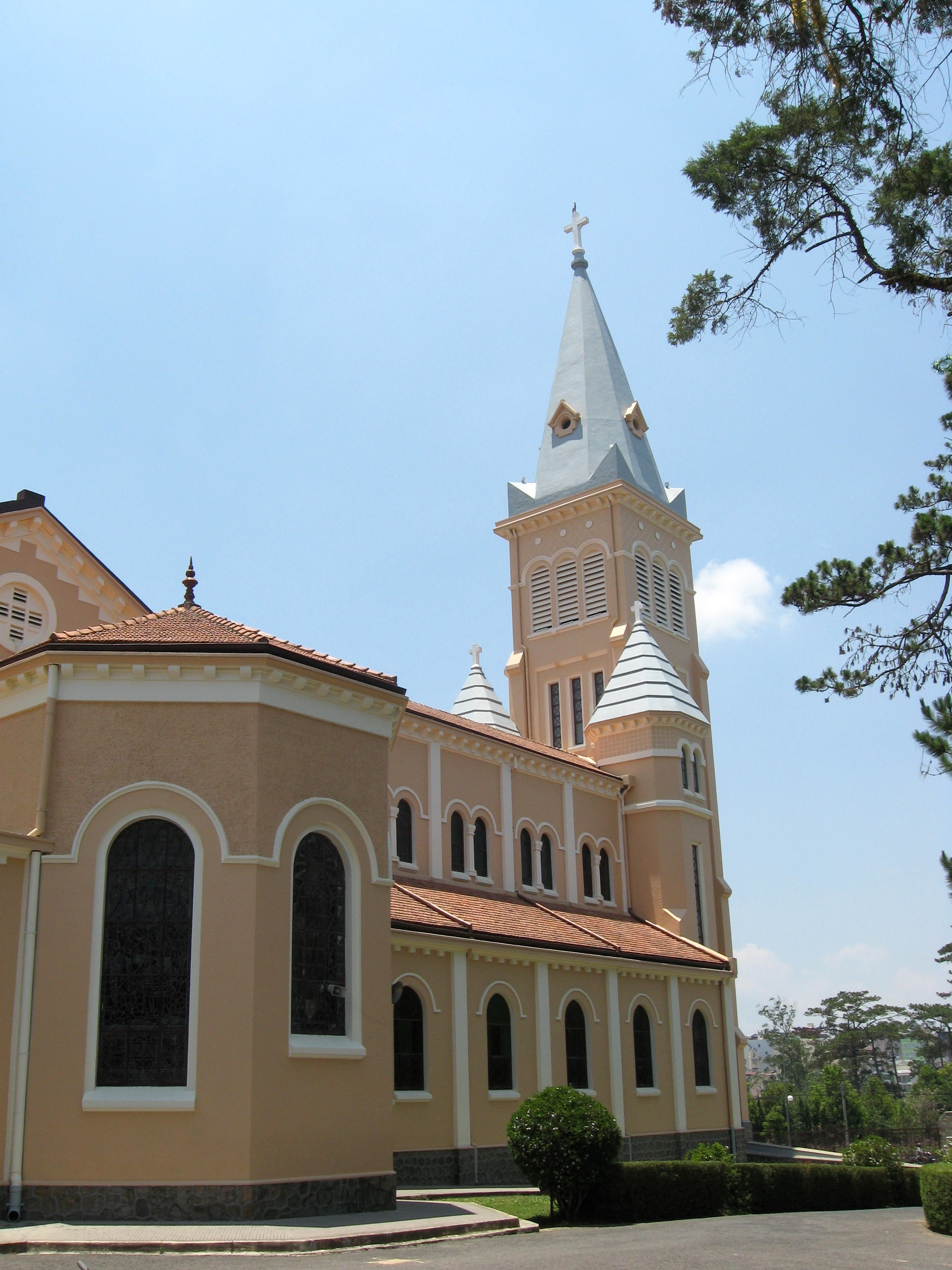
Vue latérale de la cathédrale Saint-Nicolas de Dalat

Le diocèse de Da Lat, ou Dalat en français (Dioecesis Dalatensis), est un territoire ecclésial de l'Église catholique au Viêt Nam. Le diocèse érigé en 1960 est suffragant de l'archidiocèse d'Hô-Chi-Minh-Ville (ex Saïgon, jusqu'en 1976). Son siège à est la cathédrale Saint-Nicolas de Dalat. Son titulaire est Mgr Dominique Nguyen Van Manh. Le diocèse comprend 70 paroisses.

## Historique
Le diocèse a été érigé le 24 novembre 1960, du temps du Sud Viêt Nam, par le décret de Jean XXIII Quod venerabiles, recevant son territoire du vicariat apostolique de Saïgon, aujourd'hui archidiocèse d'Hô-Chi-Minh-Ville, et du vicariat apostolique de Kontum, aujourd'hui diocèse.
Les séminaristes sont accueillis pour leurs études au séminaire Saint-Joseph de Xuan Loc.

## Ordinaires
- Simon Hoa Nguyên-van Hien † (24 novembre 1960 - 5 septembre 1973 décédé)
- Barthélémy Nguyên Son Lâm, P.S.S. † (30 janvier 1975 - 23 mars 1994, nommé évêque de Thanh Hóa)
- Pierre Nguyên Van Nhon (23 mars 1994 - 22 avril 2010 nommé archevêque coadjuteur d'Hanoï)
- Antoine Vu Huy Chuong, (1er mars 2011 - 16 septembre 2019)
- Dominique Nguyen Van Manh (depuis le 16 septembre 2019)

## Statistiques
À la fin de l'année 2006, le diocèse comprenait 299 339 baptisés sur une population de 1 169 925 habitants (25,6%). Il disposait de 169 prêtres (91 séculiers et 78 réguliers), de 290 religieux et de 732 religieuses, pour 70 paroisses.
En 2014, le site GCcatholic estimait que 368 487 catholiques étaient présents dans le diocèse, soit 27,8% de la population. Il dénombrait également 87 paroisses, 16 missions, 259 prêtres et 1413 religieux (501 hommes pour 812 femmes) et 69 séminaristes.